# Craonnelle
Craonnelle ist ein Dorf und eine Gemeinde im französischen Département Aisne in der Région Hauts-de-France (bis 2016: Picardie). Die Gemeinde gehört zum Arrondissement Laon, zum Kanton Villeneuve-sur-Aisne und zum Gemeindeverband Chemin des Dames. In der Gemeinde leben 118 Einwohner (Stand: 1. Januar 2022), die Craonnelois und Craonneloises genannt werden.

## Geografie
Craonnelle liegt im östlichen Bereich des Hügellandes Chemin des Dames, rund 27 Kilometer nordwestlich von Reims und 23 Kilometer südöstlich von Laon. Nachbargemeinden von Craonnelle sind Bouconville-Vauclair und Oulches-la-Vallée-Foulon im Nordwesten, Craonne im Nordosten, Pontavert im Osten sowie Beaurieux im Süden und Südwesten.

## Bevölkerungsentwicklung
| Jahr                       | 1962 | 1968 | 1975 | 1982 | 1990 | 1999 | 2010 | 2021 |
| Einwohner                  | 126  | 89   | 92   | 80   | 97   | 111  | 111  | 114  |
| Quellen: Cassini und INSEE |      |      |      |      |      |      |      |      |

## Sehenswürdigkeiten

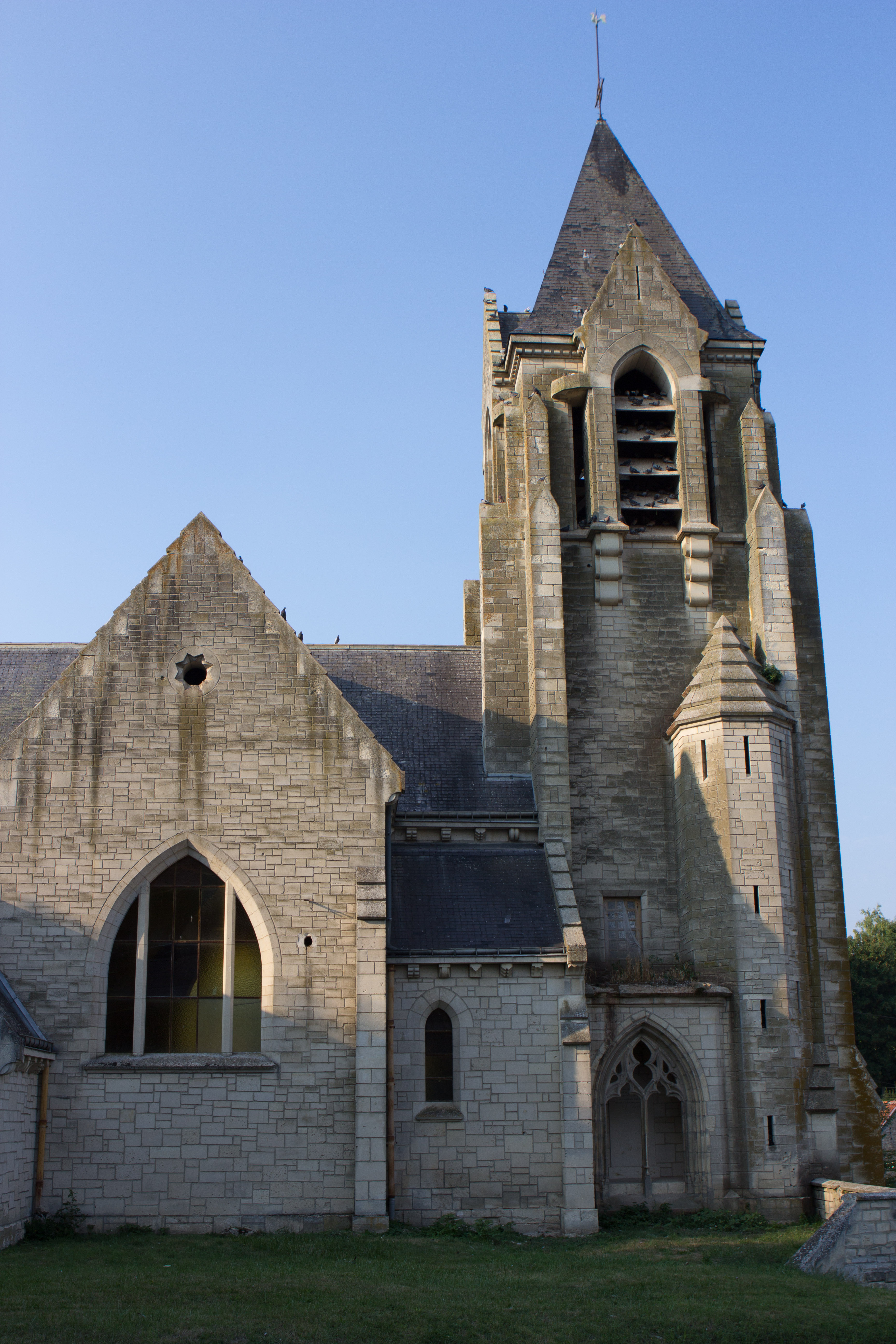
Kirche Sainte-Benoîte
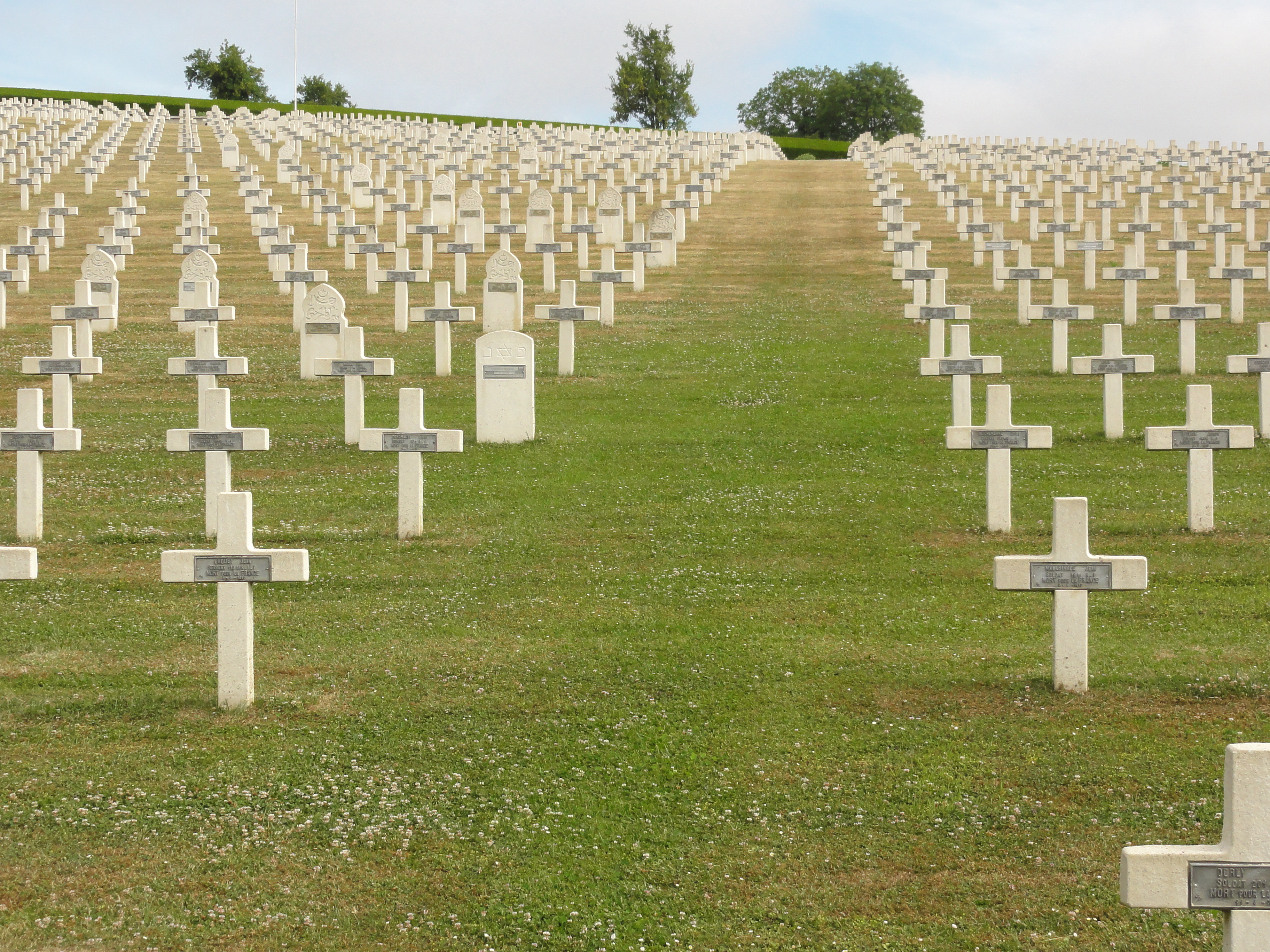
Soldatenfriedhof
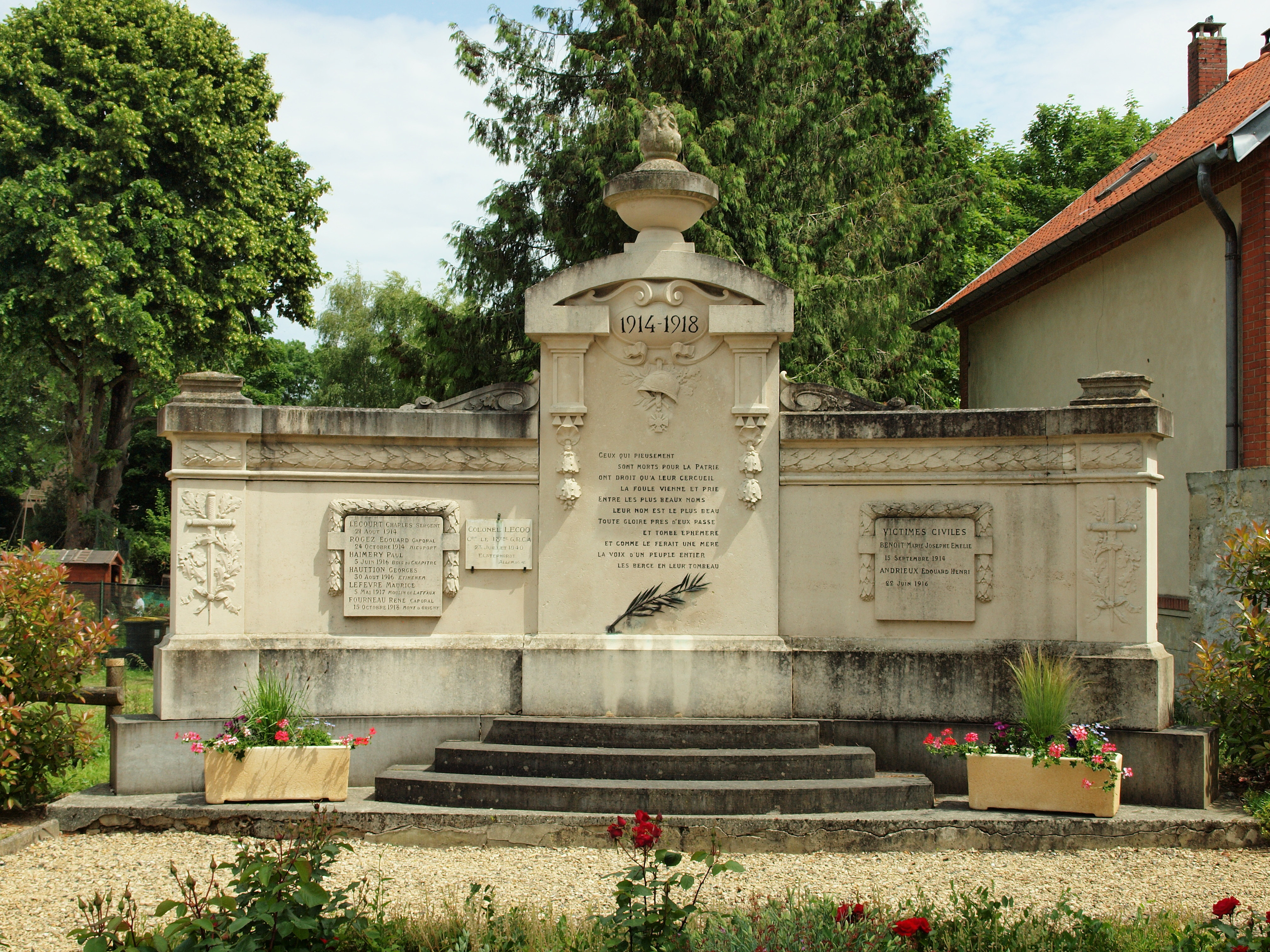
Gefallenendenkmal

- Schloss Le Blanc Sablon
- französischer Soldatenfriedhof

- Kirche Sainte-Benoîte
- Soldatenfriedhof
- Gefallenendenkmal